# Gigáquit
Gigáquit es un municipio filipino de cuarta categoría, situado en la parte nordeste de la isla de Mindanao en la provincia de Surigao del Norte situada en la Región Administrativa de Caraga, también denominada Región XIII. Para las elecciones está encuadrado en el Segundo Distrito Electoral.

## Geografía
Municipio  situado a lo largo de la costa noreste de Mindanao, en la parte oriental de la provincia en el estrecho de Hinatuán (Hinatuan Passage) en el mar de Filipinas entre las islas de Masapelid y Grande de Bucas, isla que  cierra el seno de Dinagat separándolo del mar de Filipinas, a poca distancia de la fosa de Filipinas.
Su término linda al norte con el mar; al sur con la provincia de Agusan del Norte, municipio de Kitcharao; al este con Claver; y al oeste con los  municipios de Bacuag y de Alegría.
Isla adyacente es la de Cagban (Cagban Island), en el barrio de Ipil (Población).
A mediados del siglo XIX de hallaba en la playa, al E. de la provincia, junto a un río abordable a embarcaciones pequeñas y que calen poca agua; tiene muy mala barra: le combaten los vientos reinantes, y el clima, aunque cálido, es bastante saludable.

### Barrios
El municipio de Gigáquit se divide, a los efectos administrativos, en 13 barangayes o barrios, conforme a la siguiente relación:
| - Alambique (Población) - Anibongan - Cam-boayon | - Camam-onan - Ipil (Población) - Lahi | - Mahanub - Poniente - San Antonio de Bonot | - San Isidro de Parang - Sico-sico - Villaflor - Villafranca |

### Demografía
A mediados del siglo XIX, año de 1845,  contaba con una población de 2.005 almas,

"...GIGAQUIT; pueblo , que forma jurisd. civil y ecl. con los de Surigao, Jaganaan , Placer, Bacnag , Nonoc, y Dinagat, en la isla de Mindanao , prov, de Caraga , dióc. de Cebú:..."

"...Cuenta en la actualidad esta visita como unas 548 casas, en general de sencillísima construcción, distinguiéndose como de mejor fábrica la casa llamada tribunal..." 

"...Estos naturales se hallan asistidos en lo espirilual por el cura regular de Surigao, que es la cab. de la prov.: se dedican al cultivo de muy pocas tierras; pues su principal IND. consiste en la fabricación del vino de nipa, en la cosecha de cocos, que venden á la cab. de la prov. y pueblos inmediatos: también se ocupan en la pesca..."

"...Dista de su colateral Bacuag como cosa de una leg...."
Buzeta y Bravo, Tomo II, página GIG 62 GIM

## Historia
Higaquit es uno de los municipios más antiguos de la provincia, perteneciente al Imperio español en Asia y Oceanía (1521–1899).
En 1850 el nativo Cero fortificó el lugar para garantizar la seguridad frente a los ataques de los piratas moros.
Misioneros católicos evangelizaron a  los nativos quienes hicieron a San Agustín, obispo de Hipona en África, su santo patrón.
Cuando la ciudad fue atacada por piratas moros, dicen que su patrono milagrosamente provocó el  ahogamiento a los invasores en una tormenta repentina.
El actual territorio de Surigao del Norte fue parte de la provincia de Caraga durante la mayor parte del período español.
Así, a principios del siglo XX la isla de Mindanao se hallaba dividida en siete distritos o provincias.
El Distrito 3º de Surigao, llamado hasta 1858  provincia de Caraga, tenía por capital el pueblo de Surigao e incluía la  Comandancia de Butuan.
Uno de sus pueblos era Gigaquit de 9,997, con las visitas de Bacuag, Claver y Taganito, hoy barrio de Claver;

### Ocupación estadounidense
Durante la ocupación estadounidense de Filipinas  fue creada la provincia de Surigao. El gobierno civil quedó establecido el 15 de mayo de 1901 en su capital Surigao. Incluía la subprovincia de Butuan, antes comandancia político militar.
Cuando en 1911 fue creada la provincia de Agusán, Butuán se separa de Surigao para pasar a formar parte de la nueva provincia.
El 31 de diciembre de 1916,  una vez pacificado el archipiélago se  organiza territorialmente sobre la base de 36 provincias ordinarias, entre las cuales se encontraba la provincia de Surigao Gigáquit era uno de sus 9 municipios.
Según el censo de 1918 esta provincia  tenía una extensión superficial de 7.483 km², la poblaban 122.022 almas que habitaban en 14 municipios con 146 barrios, siendo Gigáquit uno de sus 14  municipios.
En 1918 fue segregado de su término el del nuevo municipio de Bacuag.

### Independencia
En 1955,  fue segregado de su término el nuevo municipio de Claver.

### Etimología
El nombre del municipio proviene de la suma de dos palabras nativas Gigad, que significa tierra y Gakit,  balsa de bambú, de las utilizadas por los primeros colonos para transportar productos desde el interior hacia la costa.
A lo largo del tiempo las dos palabras se unieron.